# 蒙珀扎 (热尔省)
蒙珀扎（法語：Montpezat，2023年之前拼作）是法国热尔省的一个市镇，属于欧什区。

## 地理
蒙珀扎（43°23'42"N, 0°58'4"E）面积15.64 平方千米，位于法国奧克西塔尼大區热尔省，该省份为法国西南部内陆省份，北起顺时针与洛特-加龙省、塔恩-加龙省、上加龙省、上比利牛斯省、大西洋比利牛斯省和朗德省接壤。
与蒙珀扎接壤的市镇（或旧市镇、城区）包括：莱蒙、古代、蒙塔斯特吕克-萨韦斯、勒潘米尔莱、圣阿拉耶、萨雅、塞纳朗、圣利济耶迪普朗泰。
蒙珀扎的时区为UTC+01:00、UTC+02:00（夏令时）。

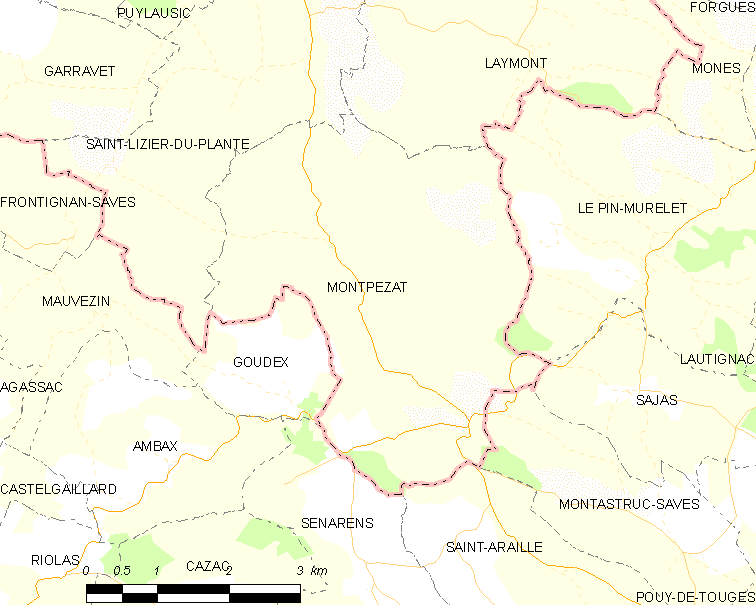
蒙珀扎的OSM定位图

## 行政
蒙珀扎的邮政编码为32220，INSEE市镇编码为32289。

## 政治
蒙珀扎所属的省级选区为萨沃河谷县。

## 人口

1962-2008年间蒙珀扎人口变化图示

蒙珀扎于2022年1月1日时的人口数量为242人。